# Вальфред (маркграф Фриуля)
Вальфред (Вальтфред; нем. Walfred, итал. Vilfredo; умер в апреле 896) — граф Вероны (не ранее 870—896) и маркграф Фриуля (889/890—896).

## Биография
Происхождение Вальфреда в современных ему документах не упоминается. Возможно, он был выходцем из знатной франкской или алеманнской семьи.
Вальфред стал графом Вероны после Бернарда, последнее упоминание о котором датировано августом 870 года. Предполагается, что первое достоверное свидетельство о нём может относиться к февралю 876 года, когда некий «граф Вальфред» был среди тех итальянских магнатов, которые в Павии подписали хартию об избрании на престол Италии правителя Западно-Франкского королевства Карла II Лысого. В марте 877 года Вальфред вместе с несколькими другими графами подтвердил завещание императрицы Ангельберги.
При императоре Карле III Толстом Вальфред стал одним из наиболее влиятельных лиц Итальянского королевства. В нескольких хартиях, изданных от имени императора в 881 году, граф Вероны наделён титулом «советник» (лат. consiliarius). Это может свидетельствовать о том, что в это время Вальфред был императорским наместником в Италии.
Свидетельства о Вальфреде, относящиеся к событиям, произошедшим после отречения Карла III Толстого в 887 году, описывают графа Вероны как одного из наиболее преданных союзников фриульского маркграфа Беренгара I. Он с самого начала поддержал намерение Беренгара стать правителем Итальянского королевства и, возможно, присутствовал на его коронации в Павии в 888 году. По свидетельству «Деяний Беренгара», новый правитель Италии находился в Вероне, когда в конце октября того же года ему стало известно о возвращении из Западно-Франкского королевства его соперника, герцога Сполето Гвидо. Вальфред был среди тех представителей итальянской знати, которые остались верны данной Беренгару присяге и участвовали в войне с Гвидо. Во время неё, в начале 889 года, граф Вероны командовал отрядом в 3000 воинов в неудачном для Беренгара сражении на реке Треббии. В то время как Гвидо Сполетский старался укрепить свою власть, короновавшись 16 февраля в Павии «железной короной» правителей Италии, Беренгар I укрывался в Вероне. Здесь же находился и граф Вальфред. Предполагается, что в период с 889 по 893 год Беренгар продолжал контролировать восточную часть Северной Италии, включая Фриульское маркграфство и земли от Кремоны до Леньяго.
В благодарность за преданность Беренгар I даже передал Вальфреду власть над своим родовым владением — Фриульской маркой. Это событие состоялось вскоре после получения Беренгаром королевского титула. Возможно, это произошло в 889 или в 890 году. Ко второй из этих дат относится последнее упоминание Беренгара как маркграфа Фриуля и первое свидетельство о власти Вальфреда над этими землями.
Наряду с епископами Адалардом Веронским и Антонием Брешианским, Вальфред входил в число наиболее приближённых к Беренгару I лиц. В документах этого времени он упоминается как «верховный советник» этого правителя.
Несмотря на покровительство, оказывавшееся Вальфреду королём Беренгаром I, властитель Вероны и Фриуля вошёл в число тех знатных ломбардцев, которые признали в начале 896 года себя вассалами правителя Восточно-Франкского королевства Арнульфа Каринтийского. Это произошло во время второго похода Арнульфа в Италию, в которую он прибыл по призыву папы римского Формоза. Обстоятельства перехода Вальфреда в лагерь восточно-франкского правителя, коронованного 22 февраля в Риме императорским венцом, неизвестны. Однако, вероятно, Вальфред с согласия нового императора сохранил все свои владения. Более того, предполагается, что Арнульф передал Вальфреду власть над всеми областями Северной Италии, лежавшими к востоку от реки Адды, в то время как западные области были отданы графу Милана Манфреду.
Вальфред оставался верным вассалом Арнульфа Каринтийского вплоть до своей смерти. По ряду свидетельств, вскоре после того, как в начале апреля 896 года император покинул Италию, Верона была осаждена войском Беренгара I. Несмотря на тяжёлую болезнь, Вальфред намеревался оборонять город от своего бывшего покровителя. Однако уже вскоре после начала осады веронский граф умер. В «Фульдских анналах» сообщается о том, что Вальфред скончался, держа Верону с «великой преданностью императору» Арнульфу. Вероятно, смерть графа наступила незадолго до 30 апреля 896 года, так как этим числом датировано свидетельство о пребывании Беренгара в Вероне.
Кончина Вальфреда способствовала подтверждению Беренгаром I своих притязаний на королевский титул, от которых он должен был ранее отказаться под давлением Арнульфа Каринтийского. С занятием Вероны под власть Беренгара возвратились все земли между реками По и Адда, а также Фриульская марка. Новым правителем Вероны Беренгар назначил графа Ансельма II.
Будучи благочестивым и щедрым правителем, Вальфред пользовался уважением своих подданных. Об этом упоминается не только в современных ему документах, но и в исторических источниках, созданные уже после его кончины.
Вальфред был женат на Гизеле, точное происхождение которой не установлено. Вероятно, этот брак был бездетным, так как о потомках Вальфреда в средневековых источниках ничего не сообщается.